# ألبرت هوفمان (رسام)
ألبرت هوفمان (بالإنجليزية: Albert Hoffman)‏ هو رسام أمريكي، ولد في 1915، وتوفي في 1993.